# زیست‌تحریکی
زیست‌تحریکی یا زیست‌تحریک‌سازی یا تحریک زیستی (به انگلیسی: Biostimulation) شامل اصلاح محیط برای تحریک باکتری‌های موجود دارای توانایی پاکسازی زیستی است. این را می‌توان با افزودن شکل‌های مختلف مواد مغذی محدودکننده سرعت و گیرنده‌های الکترون، مانند فسفر، نیتروژن، اکسیژن، یا کربن (مثلاً به شکل ملاس) انجام داد. روش دیگر، اصلاح آلاینده‌های هالوژنه در محیط‌های بی‌هوازی ممکن است با افزودن اهداکننده‌های الکترون (بسترهای آلی) تحریک شود، بنابراین به میکروارگانیسم‌های بومی اجازه می‌دهد از آلاینده‌های هالوژنه به‌عنوان گیرنده الکترون استفاده کند. فناوری‌های بی‌هوازی زیست‌پالایی EPA معمولاً از طریق چاه‌های تزریقی به سطح زیرین افزوده می‌شوند، اگرچه فناوری چاه تزریقی برای هدف‌های تحریک زیستی هنوز در حال ظهور است. حذف مواد آلوده نیز یک گزینه است، هرچند گران است. تحریک زیستی را می‌توان با افزونه زیستی افزایش داد. این فرایند، به‌طور کلی، به عنوان زیست‌پالایی شناخته می‌شود و یک روش تاییدشده توسط EPA برای معکوس کردن حضور نشت نفت یا گاز است. در حالی که تحریک زیستی معمولاً با اصلاح هیدروکربن‌ها یا نشت مواد شیمیایی با حجم تولید بالا همراه است، همچنین به‌طور بالقوه برای درمان نشت آلاینده‌هایی که کمتر با آن مواجه می‌شوند، مانند آفت‌کش‌ها، به ویژه علف‌کش‌ها، مفید است.